# 留鳥
留鳥（りゅうちょう、とどめどり、英語: resident bird）は、年間を通して同じ場所に生息し、季節による移動をしない鳥の総称。

## 概説
留鳥はいわゆる渡り鳥ではない鳥であり、一般にその鳥（種）はその地で繁殖している。地域の範囲の取り方によって、地域内で小規模の季節移動を行う漂鳥も留鳥に含める場合がある。同じ個体が同じ場所にいるわけではなく、繁殖した個体が他の場所へ移動した後に、別の場所で繁殖した個体が飛来している可能性もある。例えば、一般に移動をしないと考えられているスズメの場合、新潟県で足環をつけられた個体が岡山県で回収されたことがある。
なお、留鳥は一般にはその地で繁殖しているが、日本の本州北部以北の海域で一年中みられるフルマカモメのように日本国内には繁殖地がない場合もある。

## 日本の代表的な留鳥
- カワラバト
- キジバト
- メジロ
- ハシブトガラス
- スズメ
- キジ
- ヤマドリ
- フクロウ
- ウグイス